# Província de Wakasa
Wakasa (若狭国, Wakasa no kuni) foi uma antiga província do Japão na área que atualmente é o sul da prefeitura de Fukui. É também conhecida como Reinan (嶺南). Wakasa fazia fronteira com as províncias de Echizen, Ōmi, Tanba, Tango, e Yamashiro.

Mapa das províncias japonesas (1868), com a província de Wakasa em destaque

A antiga capital da província ficava em Obama, que continuou a ser a cidade do castelo principal durante o Período Edo.

## História
Antes do período de ritsuryō (séculos VII e VIII), Wakasa era parte da dinastia Yamato. Muitos santuários e templos foram construídos durante esse período. A província de Wakasa também proveu peixe e outros frutos do mar para o Estado de Yamato, assim sendo chamada de "terra dos alimentos".
Do período do ritsuryō até o Período Edo, peixes de Wakasa, particularmente carapaus, foram transportados para Nara e Kyoto. No Período Edo, a cidade de Tsuruga era uma base para os barcos Kitamaebune que ligavam Osaka a Hokuriku e Ezo ao norte.

## Energia
Hoje, a região de Wakasa possui cinco usinas nucleares e é chamada de "cidade das usinas nucleares".

## Templos
Muitos templos na região de Wakasa eram pontos importantes no Período Nara, como o Santuário Wakasahime (Obama) e o Santuário Kehi (Tsuruga). Por causa da preponderância dos templos, Obama é às vezes chamada de "Nara pelo mar".